# Afurá
Afurá é uma bebida refrigerante da cozinha baiana que se prepara dissolvendo, em água açucarada, um bolo fermentado de arroz moído na pedra.

## Etimologia
"Afurá" é oriundo da língua iorubá.